# レンツォ・ロッセリーニ
レンツォ・ロッセリーニ（Renzo Rossellini、1908年2月2日 - 1982年5月13日）は、イタリアの作曲家、音楽学者。
ローマ出身。ローマで作曲と指揮を学び、1933年にはヴァレーゼのジョヴァンニ・バッティスタ・ペルゴレージ音楽中等教育学校の監督になった。1940年にはローマで作曲の教師となり、1970年にはモンテカルロ歌劇場の音楽監督となった。また音楽活動のかたわら、「イル・メッサッジェーロ」紙で音楽評論家としても活躍した。
兄は映画監督のロベルト・ロッセリーニ、姪は女優のイザベラ・ロッセリーニである。ロベルトのために多くの映画音楽を作曲した。
作品にはバレエ、カンタータ、オラトリオ、4つのオペラ、室内交響曲、歌曲などがある。

## 主な作品
- われら生きるもの Noi Vivi (1942)
- 無防備都市 Roma, città aperta (1945)
- 戦火のかなた Paisà (1946)
- パルムの僧院 La Chartreuse de Parme (1947)
- ドイツ零年 Germania anno zero (1948)
- ストロンボリ/神の土地 Stromboli (1950)
- 神の道化師、フランチェスコ Francesco, giullare di Dio (1950)
- 殺人カメラ La Macchina Ammazzacattivi (1952)
- ヨーロッパ一九五一年 Europa '51 (1952)
- 美女の中の美女 La Donna più bella del mondo (1956)
- ロベレ将軍 Il Generale della Rovere (1959)
- クレオパトラ Le Legioni di Cleopatra  (1960)